# Silang (Cavite)
Silang is een gemeente in de Filipijnse provincie Cavite. Bij de laatste census in 2007 had de gemeente bijna 200 duizend inwoners.

## Geografie

### Bestuurlijke indeling
Silang is onderverdeeld in de volgende 64 barangays:
| - Acacia - Adlas - Anahaw I - Anahaw II - Balite I - Balite II - Balubad - Banaba - Barangay I - Barangay II - Barangay III - Barangay IV - Barangay V - Batas - Biga I - Biga II - Biluso - Bucal - Buho - Bulihan - Cabangaan - Carmen | - Hoyo - Hukay - Iba - Inchican - Ipil I - Ipil II - Kalubkob - Kaong - Lalaan I - Lalaan II - Litlit - Lucsuhin - Lumil - Maguyam - Malabag - Malaking Tatyao - Mataas Na Burol - Munting Ilog - Narra I - Narra II - Narra III - Paligawan | - Pasong Langka - Pooc I - Pooc II - Pulong Bunga - Pulong Saging - Puting Kahoy - Sabutan - San Miguel I - San Miguel II - San Vicente I - San Vicente II - Santol - Tartaria - Tibig - Toledo - Tubuan I - Tubuan II - Tubuan III - Ulat - Yakal |

## Demografie
Silang had bij de census van 2007 een inwoneraantal van 199.825 mensen. Dit zijn 43.688 mensen (28,0%) meer dan bij de vorige census van 2000. De gemiddelde jaarlijkse groei komt daarmee uit op 3,46%, hetgeen hoger is dan het landelijk jaarlijks gemiddelde over deze periode (2,04%). Vergeleken met de census van 1995 is het aantal mensen met 75.763 (61,1%) toegenomen.

De bevolkingsdichtheid van Silang was ten tijde van de laatste census, met 199.825 inwoners op 209,43 km², 954,1 mensen per km².